# Schweizerische Dissertationszentrale
Die Schweizerische Dissertationszentrale (auch Centrale Suisse des Thèses) war die Institution, die sich mit der Erstellung und Verwaltung von Dissertationen in der Schweiz beschäftigte. Sie war dem Verband der Schweizerischen Studentenschaften (VSS) administrativ untergeordnet. Die Dissertationszentrale diente als Zentralstelle für in der Schweiz realisierten Dissertationen und hatte ihren Sitz in Bern. Sie gab die Mitteilungen der Schweizerischen Dissertationszentrale und die Zeitschrift Orbis Scientiarum heraus. 1964 hat die Schweizerische Landesbibliothek mit dem VSS eine Vereinbarung abgeschlossen und die Dissertationszentrale reorganisiert. Die Dissertationszentrale existierte bis ins letzte Viertel des 20. Jahrhunderts.

## Publikationen (Auswahl)
- Verband Schweizerischer Studentenschaften / Union Nationale des Etudiants de Suisse: Die Schweizerische Dissertationszentrale: Univ. Freiburg = La Centrale suisse des thèses = La Centrale svizzera delle tesi = Swiss central office for university dissertations. Fribourg: Centrale suisse des thèses, 1949. OCLC 752183630
- Mitteilungen der Schweizerischen Dissertationszentrale = Informations de la Centrale Suisse des Thèses. OCLC 224834461
- Orbis Scientiarum. Mitherausgeberschaft. 1967–1972. OCLC 777884243

## Archivquellen (Auswahl)

### Schweizerisches Bundesarchiv
- Dossier: Automatisation SLB Dissertationszentrale (früher SLB) Peter Lang Verlag / Kataloge, Verzeichnisse, Bulletins, Presseberichte.   Schweizerisches Bundesarchiv. 1967–1988.   Signatur: E3130A#1999/366#404*.
- Dossier: Dissertationszentrale I.   Schweizerisches Bundesarchiv. 1960–1975.   Signatur: J2.216#1994/187#422*.
- Dossier: Dissertationszentrale II.   Schweizerisches Bundesarchiv. 1970–1976.   Signatur: J2.216#1994/187#423*.
- Dossier: Vereinbarung zwischen VSS und der Schweiz. Landesbibliothek betr. die Schweiz. Dissertationszentrale.   Schweizerisches Bundesarchiv. 1964.   Signatur: E3001B#1978/31#319*.
- Dossier: Universitätsschriften, Dissertationen Div. Korrespondenz Vereinbarung VSS-SLB, Broschüren der Dissertationszentrale.   Schweizerisches Bundesarchiv. 1951–1965.   Signatur: E3130A#1999/366#206*.
- Dossier: Tätigkeit der Schweiz. Dissertationszentrale des Verbandes Schweiz. Studentenschaften.   Schweizerisches Bundesarchiv. 1968.   Signatur: E3001B#1979/121#1575*.

### Andere Archive
- Dossier: Schweizerische Dissertationszentrale.   Staatsarchiv des Kantons Bern. 1947–1968.   Signatur: BB 8.2.70.
- Dossier: Dissertationszentrale – Bern/Fribourg/Freiburg/Schweiz.   Schweizerisches Wirtschaftsarchiv. 1949–1954.   Signatur: SWA Institute 532.   (Das Dossier enthält Profile, Broschüren sowie Darstellungen zu Geschichte, Struktur und Organisation der Institution von 1949–1954.)